# Mindlag Project
Mindlag Project est un groupe de  Metal français, originaire de Vitrolles, dans les Bouches-du-Rhône. Il est formé en 1999 par les frères Julien et Manu Martinez.

## Biographie
Le groupe est formé sur les cendres d'une ancienne formation appelé Scarecrew, en 1995, qui jouait une musique influencée par le thrash et le heavy metal. Mindlag Project est à l'origine un projet parallèle des membres de Scarecrew qui devient leur priorité. Il est composé de Manu Martinez (guitare), Julien Martinez (batterie), Richard Mariette (basse) et Nicolas « Nemo » Molina puis très vite Mathieu Melero (chant). En 2001, le groupe recrute Vincent Gross pour assurer la deuxième guitare, et Gilles Gautier en tant que bassiste.
Le groupe sort son premier EP, Karybda, une autoproduction enregistrée au studio All Productions par Christian Carvin (qui a travaillé avec Eths et The More I See, le groupe metal de Gizz Butt (ancien membre de The Prodigy)...). Devant le peu de concerts, l'association Hybride est fondée, afin d'organiser des concerts metal dans la région et promouvoir la scène metal française. Pendant plusieurs années, deux festivals, le Hybride Festival et l'Open Festival, ont au programme les plus célèbres groupes français comme Gojira, Eths, Hed PE, Dagoba, Hacride, Aqme, et Tagada Jones. En 2004, le groupe retourne en studio avec Christian Carvin pour enregistrer Skylla, qui fait suite à Karybda, comme dans l'expression « tomber de Charybde en Scylla ». Le groupe signe avec le label Customcore Records. L'album est distribué en France par Overcome Records, et en Amérique du Nord par Great White North Records.
En 2006, Mindlag Project décide d'enregistrer De charybde en scylla... un EP, afin de faire une transition, la plupart du temps dans leur concept, entre leur « diade » et leur premier LP. Après la sortie de cet EP, le groupe commence à enregistrer leur premier LP et décide de ne pas cesser de travailler jusqu'à ce qu'ils soient pleinement satisfaits de l'album. Ils confient les arrangements de cordes à Romain Dallier, qui est maintenant un membre à temps plein de la bande. En octobre 2008, le groupe organise une soirée de lancement, pour présenter leur nouvel album et diffuser un court-métrage produit par l'association Kathar6 dont Manu Martinez est le président. Le film retrace l'enfance de Jon De Grimpclat.
L'album éponyme sort en mars 2009 sur le label Pervade Productions. En mai 2009, Vincent Gross quitte le groupe et est remplacé par Sylvain Cantrel (ex-Generis). Après une tournée française en octobre 2009, le groupe va en Europe avec Illdisposed et Six Feet Under en mai 2010,.
Le groupe apparaît aux États-Unis sur des compilations Streetcult avec d'autres groupes : Fear Factory, Skinlab, Otep, Leaves' Eyes, Tristania, Snot, Anti-Flag ; ainsi que des compilations françaises, avec Samael ou Punish Yourself,.
En 2013 Gilles décide de quitter le groupe, et sera finalement remplacé en 2015 par Florent Marschal, qui officie aussi en tant que guitariste et chanteur dans le groupe Ricine.
En 2017, l'album Clinamen sort sur le label Batcat records, et c'est IMusician qui se charge de la distribution digitale.
En Mai 2021 Mathieu, qui a enregistré jusqu'alors tous les albums du groupe en tant que chanteur, annonce son départ du groupe, et sera remplacé par Fabien Marschal.
En Mars 2023 le groupe marque son retour avec un nouveau chanteur, Fabien Marschal, et sort le premier single d'un nouvel album à venir, intitulé Exophronicon, accompagné d'un clip réalisé par Robin Levet et Edza Films.
En juillet 2023 un second single extrait du nouvel album est revelé, il s'intitule Shrapnel.

## Concept

### Jon De Grimpclat
Le groupe évolue dans un univers très conceptuel, autour des aventures de Jon De Grimpclat, le héros noir de tous leurs albums. Jon est un véritable dandy, professeur en langues anciennes mais un tueur en série. Cependant, il agit avec une certaine éthique, au nom de la justice, du moins sa justice. Il vit une enfance tragique, perdant sa mère à huit ans, et trouve un escalier macabre dans la maison familiale. Son père se remarie très vite et l'oublie dans son métier (pilote de chasse), sa belle-mère n'entretient pas de bons rapports avec lui, ils ne se rendent pas compte que les autres enfants se moquent de lui, parce qu'il ne parle pas beaucoup, et est exubérant,.

### Approche psychologique
L'autopsie de l'esprit de Jon permet au groupe de disposer d'une méthode empirique sur laquelle le projet s'appuie, qui consiste à perpétuer une certaine vision des « belles choses » (artistiquement), selon une étrange esthétique. Le groupe pense que la perception du beau dans notre société occidentale est devenu perverti par une morale castratrice qui associe constamment le concept de la beauté avec celui de la bonté. Mais la beauté ne peut pas non plus être limitée à une simple valeur morale. Essayer de rendre le crime beau, ou du moins, tenter de le révéler, est un véritable leitmotiv pour le groupe, qui tente de montrer que même une mauvaise chose peut être considéré comme beau,,.
Cette vision est inspirée, entre autres, par l'œuvre de Charles Baudelaire. Le groupe reprend son poème L'hymne à la beauté (dans Les Fleurs du mal) dans sa chanson De Charybde en Scylla.

### Mythologie grecque
Depuis ses débuts, le groupe se réfère à plusieurs mythologies, principalement la mythologie grecque. Cela explique en partie par la profession de Jon De Grimpclat, mais aussi parce que la cosmogonie de la civilisation polythéiste  est très symbolique. Le fait d'utiliser des symboles ancestraux permet de toucher profondément l'être humain, et c'est une façon pour le groupe d'avoir accès à une sorte d'universalité.

## Membres

### Membres actuels
- Romain Dallier - violoncelle, violon, guitare
- Julien Martinez - batterie (depuis 1999)
- Manu Martinez - guitare (depuis 1999)
- Florent Marschal - basse (2015-present)
- Fabien Marschal - chant (2023-present)

### Anciens membres
- Gilles Gautier - basse, violon
- Sylvain Cantrel - guitare
- Richard Mariette - basse (1999-2001)
- Nicolas « Nemo » Molina - chant (1999-2000)
- Nicolas Prud'homme-Lacroix - guitare (2000-2001)
- Nicolas Bory - chant (2000-2001)
- Michel Pourieres - guitare (2001)
- Vince Gross - guitare (2001-2009)
- Mathieu Melero - chant